# Кордюков, Михаил Алексеевич
Михаил Алексеевич (Майкл) Кордюков (26 сентября 1947 Ленинград — 30 ноября 2012, Санкт-Петербург) — российский музыкант, барабанщик, участник групп «Аквариум», «Поп-механика» и мн. др.

## Биография
Родился 26 сентября 1947 года в Ленинграде. Детство прошло в Пушкине Ленинградской области. Был заядлым меломаном, отслужив в армии — играл с одной из первых пушкинских поп-групп «СОФИЯ БИГ-БИТ».
Во второй половине 1970-х годов был барабанщиком в группе «Аквариум». В 1983 году, уже не будучи основным ударником «Аквариума», принял участие в записи альбома «Радио Африка». Кроме того сотрудничал с коллективом Андрея «Дюши» Романова «Трилистник», Сергеем Курёхиным, «Мифы», «Вестники», «Кочевники» и др. Параллельно с этим работал диджеем.
С 1990 по 1997 год Михаил Кордюков жил в США, где вёл музыкальные программы русской редакции «Радио Свобода».
Играл в Воркуте с собственной группой «Mike CORD BAND», работал на танцплощадках в родном Пушкине. Позднее организовывал панк-дискотеки в клубах Санкт-Петербурга («Рубин» на Сиреневом бульваре и «Кубик-рубик» на Васильевском острове). Создал собственную студию звукозаписи — «Студия Number One».
Умер 30 ноября 2012 года в Санкт-Петербурге от онкологического заболевания. Похоронен в Пушкине на Кузьминском кладбище.
Сын Кордюкова Андрей (4.06.1969), как и отец, стал рок-музыкантом (гитаристом). На его счету работа в группах «Младшие братья», «Никогда не верь хиппи», «17 пилотов в огне» и «Беглец».

## Группы, в которых работал Михаил Кордюков
- «СОФИЯ БИГ-БИТ»
- «Вестники»
- «Кочевники»
- «Mike CORD BAND»
- «Идея фикс»
- «Экспериментальный оркестр»
- «Большой железный колокол»
- «Люди Левенштейна»
- «Мифы»
- «Гольфстрим»
- «Аквариум»
- «Ассоциация скорбящих по зимнему отдыху»
- «Электростандарт»
- «Трилистник»
- «Санкт-Петербург»

## Фильмография
- 1986 год — ЧП районного масштаба — диджей Майкл
- 1986 год — Диалоги (документальный) — барабанщик «Поп-механики»